# SIATA Daina
La Daina è un modello di autovettura SIATA prodotta dal 1950 al 1958.

## Il contesto
La Daina era una Granturismo venduta con carrozzeria sia coupé che spider (trasformabile); la maggior parte delle spider furono carrozzate da Giovanni Farina (fondatore degli Stabilimenti Farina presso cui le Daina vennero assemblate fino al 1953), mentre le coupé ricevettero principalmente carrozzerie di Bertone.
Come tutte le automobili SIATA era basata su meccanica Fiat pesantemente modificata. In questo caso si trattava della Fiat 1400; il telaio veniva rinforzato ed accorciato mentre il motore veniva messo a punto con nuove testate a valvole in testa, nuovi collettori, carburatori e talvolta impianti di scarico Abarth.
Molto famose furono le versioni Gran Sport, preparate per essere utilizzate nelle corse.
La versione Gran Sport colpì gli Stati Uniti dove, con i primi test bruciò letteralmente le tappe nelle gare di formula. I suoi sostenitori la chiamavano la "piccola 
Ferrari". Alle "12 Ore di Sebring", nel '54, si classifico' prima di classe  e terza assoluta con John Bentley.
Interamente in alluminio, con una linea filante, fu costruita per partecipare ai Gran Premi Internazionali e alle Mille Miglia.
All'interesse dei collezionisti corrisponde una scarsissima disponibilità in conseguenza del carattere altamente artigianale della produzione. Questo ha fatto schizzare  le quotazioni.
Wayne Thomas, giornalista inglese intenditore di automobili, definiva: "Guidare una Siata Gran Sport è semplicemente un sogno. Il problema è che non se ne vedono più in giro e chi ne possiede una se la tiene ben stretta. Ciò che mi piace di più di questa auto è lo stile, la maneggevolezza e la sua capacità di andare come un missile se viene sollecitata."